# C Real (ban nhạc Hy Lạp)
C:Real (phát âm là "see real" hoặc "serial") là một ban nhạc pop rock của Hy Lạp. Họ thường chơi nhạc pop rock và các buổi biểu diễn trực tiếp của mình và điều đó đã làm nên đặc trưng của nhóm nhạc.

## Sự nghiệp

### 1997–2000: Khởi đầu
Nhóm nhạc được thành lập vào năm 1996 bởi nhà soạn nhạc, người viết lời và nhà sản xuất Takis Damaschis. Đĩa đơn đầu tiên của họ được phát hành một thời gian sau khi thành lập nhóm và có tựa đề "A New Religion". Một năm sau vào năm 1997, họ phát hành đĩa đơn thứ hai mang tên "Visions of You" với sự tham gia của Sarah Jane Morris. Đĩa đơn đã được phát hành tại 30 quốc gia, đây được coi là một thành công trên toàn thế giới đối với một nhóm nhạc khá mới. Vào tháng 6 năm 1997, C:Real phát hành album đầu tay mang tên Realtime.
Vào tháng 12 năm 1999, C:Real phát hành đĩa đơn CD 4 ca khúc "With or Without You", ngày nay nó được coi là thành công lớn đầu tiên của họ tại Hy Lạp. CD đã có mặt trên bảng xếp hạng đĩa đơn IFPI trong hơn 18 tuần. Đĩa đơn thứ hai "Thinking of You", một ca khúc mang âm hưởng Latin của Sofia Strati, được phát hành vào giữa năm 2000 dưới dạng đĩa đơn CD và ngay sau đó, album thứ hai của nhóm Stop Killing Time được phát hành.

### 2002–2006: Album tiếng Hy Lạp đầu tiên
Cho đến năm 2002, tất cả các bản phát hành của C:Real đều bằng tiếng Anh. Với việc bổ sung giọng ca chính Irini Douka vào nhóm, họ bắt đầu sản xuất các bài hát bằng tiếng Hy Lạp. Bản phát hành tiếng Hy Lạp đầu tiên của họ là đĩa đơn CD ba ca khúc "Tha Se Thimamai" (tạm dịch là Tôi sẽ nhớ đến bạn), đây là một thành công lớn về mặt thương mại và phát thanh của nhóm. Ca khúc chủ đề cũng được đưa vào album Anazitisi của Giannis Spanou.
Vào tháng 10 năm 2003, album thứ ba của nhóm mang tên Ta Pio Megala S'Agapo (Câu 'Anh yêu em' lớn nhất) được phát hành. Album bao gồm 10 bài hát cũng như CD single "Tha Se Thimamai". Đĩa đơn đầu tiên của album là "Tha Perimeno" (tạm dịch là Tôi sẽ đợi) trở thành một trong những bản hit của đài phát thanh năm 2004, được phát hành ở 7 quốc gia. Bài hát cũng có một bản phối lại dance được đưa vào album. Đó là sau khi phát hành này, C:Real bắt đầu có được tiếng vang và địa vị trong ngành công nghiệp âm nhạc Hy Lạp.
Vào tháng 10 năm 2004, C:Real phát hành album phòng thu thứ tư mang tên Hilia Hronia (tạm dịch là Một nghìn năm). Album mang âm hưởng "phương Tây" hơn và bao gồm 12 bản nhạc. Một trong những bài hát có ca sĩ người Hy Lạp Giannis Vardis và được đặt tên là "Etsi Kanoun Oi Kardies". Vào tháng 12 năm 2005, album được phát hành lại với sự bổ sung của hai bài hát mới: "Etsi M'Aresei Na Zo" (tạm dịch là Đó là cách tôi thích sống) và "Meine Dipla Mou" (tạm dịch là Ở bên cạnh tôi) với lần đầu tiên trở thành một bản hit radio.
Kathe Mou Skepsi, album phòng thu thứ năm của C:Real, được phát hành vào tháng 9 năm 2006 và bao gồm 11 bài hát mới. Album khác với các bản phát hành trước và các bài hát chứa nhiều yếu tố pop rock hơn. Đĩa đơn đầu tiên, "Epikindyna Se Thelo", có sự pha trộn giữa âm nhạc dân tộc và vũ đạo và là bài hát chủ đề cho bộ phim Straight Story của Hy Lạp được phát hành tại rạp vào tháng 12 năm 2006.

### 2008–nay: Ký hợp đồng với Heaven Music
C:Real ký hợp đồng với Heaven Music vào đầu năm 2008 và vào ngày 31 tháng 3 năm 2008, họ phát hành album phòng thu thứ sáu mang tên Invain. Album phòng thu này chứa mười bản nhạc: bảy bản tiếng Hy Lạp và ba bản tiếng Anh. Đĩa đơn đầu tiên mang tên "Ksehase To" được phát hành vào tháng 2 vào khoảng thời gian C:Real thông báo ký hợp đồng với Heaven. Một video hoạt hình cho đĩa đơn cũng được tạo ra. Để quảng bá cho album, vào ngày 2 tháng 4 năm 2008, nhóm đã biểu diễn nó trực tiếp tại câu lạc bộ "Fuzz". Buổi tối do Germanos Stores, Sony Ericsson và Heaven Live tổ chức. C:Real cũng đã lên kế hoạch cho một chuyến lưu diễn ba tháng đến Hy Lạp vào mùa hè năm 2008 bắt đầu từ ngày 7 tháng 6 và tiếp tục đến ngày 17 tháng 9. Buổi biểu diễn cuối cùng rất lớn và ở Larissa. Chuyến lưu diễn tập trung vào Invain, nhưng cũng có các bài hát trong các album cũ của C:Real.

### 2010-nay: Trở lại Sony Music Greece
C:Real chia tay Heaven Music và tái ký hợp đồng với Sony Music Greek vào tháng 6 năm 2010. Album phòng thu sắp tới của họ được dự kiến phát hành vào tháng 10 năm 2010.  Vào tháng 11 năm 2010, một thông báo trên trang người hâm mộ Facebook của nhóm do người sáng lập Takis Damashis thông báo rằng giọng ca chính Irini Douka đã quyết định rời khỏi ban nhạc, thay vào đó chọn con đường dấn thân vào sự nghiệp solo. Damashis nói rằng Irini là một phần quan trọng trong lịch sử của C:Real, và đáng được tôn trọng.  Hơn nữa, Damashis nói rằng nếu họ chọn ở lại với nhau, họ sẽ chọn một ca sĩ chính mới có giọng hát và ngoại hình hoàn toàn khác với Irini. Anh nói thêm rằng nhóm sẽ có hình ảnh và âm thanh hoàn toàn khác, và sẽ không phải là một bản sao tồi của phiên bản cũ của họ.

## Danh sách đĩa nhạc

### Album
- 1997: Realtime
- 2000: Stop Killing Time
- 2003: Ta Pio Megala S'agapo
- 2004: Hilia Hronia
- 2006: Kathe Mou Skepsi
- 2008: Invain
- 2010: Forthcoming studio album

### Đĩa đơn
- 1999: "With or Without You"
- 2000: "Thinking of You"
- 2002: "Tha Se Thimamai"